# 서염순
서염순(徐念淳, 1800년 ~ 1859년)은 조선의 문신이다. 본관은 대구, 자는 경조(敬조), 호는 석범(石帆), 시호는 문숙(文肅), 숙렬(肅烈)이다. 고고조할아버지는 영의정 서종태(徐宗泰), 고조할아버지는 좌의정 서명균(徐命均), 증조할아버지는 영의정 서지수(徐志修), 할아버지는 참봉 통훈대부 서유후(徐有後), 생부는 총융사 서춘보(徐春輔이고, 양부는 이조 판서에 추증된 서공보(徐恭輔)이며, 사촌은 이조판서 서헌순(徐憲淳)이다.

## 생애
서염순은 1819년(순조 19년)에 진사에 합격하였고, 1827년(순조 27년)에 증광문과(增廣文科)에 병과(丙科)로 급제하였다. 후에 설서(設書 - 정7품), 검열(檢閱 - 정9품), 정언(正言 - 정6품)과 지평(持平 - 정5품) 관직을 거쳤으며, 홍문관수찬(弘文館修撰 - 정6품), 교리(校理 - 종5품)와 예조 참의(禮曹參議 - 정3품)를 역임하였다.
1837년(헌종 3년)~1850년(철종 1년)사이에 영흥부사(永興府使), 승지(承旨 - 정3품), 양주목사(楊州牧使), 호조 참판(戶曹參判 - 종2품), 황해도관찰사(黃海道觀察使 - 종2품), 자헌대부(資憲大夫 - 정2품), 한성판윤(漢城判尹 - 정2품), 형조판서(刑曹判書 - 정2품), 병조판서(兵曹判書 - 정2품), 공조 판서(刑․兵․工曹判書 - 정2품), 숭정대부(崇政大夫 - 종1품)와 판의금부사(判義禁府事 - 종1품)를 지냈다.

## 가족 관계
- 고고조할아버지: 서종태(徐宗泰)
  - 고조할아버지: 서명균(徐命均)
    - 증조할아버지: 서지수(徐志修)
      - 할아버지: 서유후(徐有後)
        - 아버지 : 서춘보(徐春輔)
        - 양아버지: 서공보(徐恭輔)
        - 작은아버지: 서기보(徐基輔)
          - 사촌: 서헌순(徐憲淳)